# Pierre Desportes
Pour les articles homonymes, voir Desportes.
Pierre Desportes, né le 22 novembre 1932 dans le 13e arrondissement de Paris et mort le 26 janvier 2013 dans le 15e arrondissement de Paris, est un historien médiéviste français, spécialiste des villes à la fin du Moyen Âge et en particulier de celle de Reims, de la Picardie et d'histoire de l'Église catholique en France.

## Biographie
Pierre Desportes est né le 22 novembre 1932 dans le 13e arrondissement de Paris.
Après son agrégation d'histoire, Pierre Desportes est assistant à la Faculté de Tunis puis à la Sorbonne. Il est ensuite maître-assistant à l'Université Paris X-Nanterre puis est élu professeur des universités à l'Université de Picardie Jules-Verne en 1970. Il y reste jusqu'en 1994.
La thèse d'État de Pierre Desportes est consacrée à Reims dans les derniers siècles du Moyen  Âge. Elle est publiée sous le titre Reims aux XIIIe et XIVe siècles en 1979. La période couverte est plus large que le titre l'indique. Pierre Desportes y étudie, en trois parties chronologiques du XIIe siècle au XVe siècle, l'évolution de l'espace urbain de Reims contenu dans ses fortifications, de sa population, de ses activités économiques, en particulier le textile, de ses différents groupes sociaux, soulignant notamment le poids de la bourgeoisie et le pouvoir de l'archevêque,,,,,,,,. L'auteur retrace la constitution, l'influence et la disparition du patriciat rémois.
Pierre Desportes dirige ensuite une Histoire de Reims dans la collection « Histoire des villes » publiée par les éditions Privat. Il fait partie de la minorité des directeurs de volume de cette collection qui sont spécifiquement spécialistes du fait urbain.
Il mène également des recherches sur la Picardie,. Ainsi, il édite la quarantaine de testaments du XIVe siècle subsistants dans les archives communales de Saint-Quentin,,,, et publie des mercuriales amiénoises et picardes du XVIe siècle,.
Il participe au lancement de la publication de la série des Fasti Ecclesiæ Gallicanæ, collection dirigée par Hélène Millet qui établit une prosopographie du clergé séculier français de 1200 à 1500, par diocèse. Pierre Desportes prend part au tome I consacré au diocèse d'Amiens,,,,,,,,,, au tome III sur le diocèse de Reims,,,,,,, et au tome IX sur le diocèse de Sées,,.
Pierre Desportes meurt le 26 janvier 2013, dans le 15e arrondissement de Paris.

## Prix et hommage
- Prix Saintour 1980 décerné par l'Académie des inscriptions et belles-lettres pour Reims et les Rémois aux XIIIe et XIVe siècles[37].
- Prix Georges-Goyau 1984 décerné par l'Académie française pour Histoire de Reims[38].
- Mélanges : Revue du Nord : Études d'histoire picarde, vol. 78 (no 315), 1996 (lire en ligne).

## Principales publications

### Ouvrages personnels
- Reims et les Rémois aux XIIIe et XIVe siècles, Paris, Picard, 1979, 743 p. (ISBN 978-2708400320)[3],[4],[5],[6],[7],[8],[9],[10],[11].
- Aspects de la Picardie au Moyen-Age, Amiens, Centre d'Histoire des Sociétés de l'Université de Picardie, 1995, 184 p..
- Testaments saint-quentinois du XIVe siècle, Paris, CNRS, coll. « Documents, études et répertoires » (no 70), 2003, 156 p. (ISBN 978-2-271-06118-8, présentation en ligne)[15],[16],[17],[18],[19].

### Direction d'ouvrages collectifs
- Histoire de Reims, Toulouse, Privat, coll. « Univers de la France et des pays francophones / Histoire des villes », 1983, 448 p. (ISBN 978-2708947221)[39].
- Françoise Desportes, Pierre Desportes et P. Salvadori, Mercuriales d'Amiens et de Picardie, Amiens, Centre d'Histoire des Sociétés de l'Université de Picardie, 1990, 188 p.[20],[21].
- Pierre Desportes et P. Salvadori, Mercuriales d'Amiens et de Picardie : Fascicule II. Noyon 1592-1625, Amiens, Centre d'Histoire des Sociétés de l'Université de Picardie, 1994, 167 p..
- Marie-Thérèse Caron, Pierre Desportes, Marie-Claude Gerbet, Georges Jehel, Pierre Racine, Annie Saunier (dir.), Villes et sociétés urbaines au Moyen Âge : Hommage à M. le Professeur Jacques Heers, Paris, Presses de l'université Paris-Sorbonne, coll. « Cultures et civilisations médiévales » (no 11), 1994, 316 p. (ISBN 9782840500308).
- Pierre Desportes, Hélène Millet et Jean-Marc Albert, Diocèse d'Amiens, Turnhout, Brepols, coll. « Fasti Ecclesiæ Gallicanæ. Répertoire prosopographique des évêques, dignitaires et chanoines de France de 1200 à 1500 » (no 1), 1996, 272 p. (ISBN 978-2-503-50447-6, présentation en ligne)[22],[23],[24],[25],[26],[27],[28],[29],[30].
- Pierre Desportes, Diocèse de Reims, Turnhout, Brepols, coll. « Fasti Ecclesiæ Gallicanæ. Répertoire prosopographique des évêques, dignitaires et chanoines de France de 1200 à 1500 » (no 3), 1998, 678 p. (ISBN 978-2-503-50763-7, présentation en ligne)[23],[26],[24],[31],[32],[33],[34].
- Pierre Desportes, Jean-Pascal Foucher, Françoise Loddé et Laurent Vallière, Diocèse de Sées, 1200-1547, Brepols, coll. « Fasti Ecclesiæ Gallicanæ. Répertoire prosopographique des évêques, dignitaires et chanoines de France de 1200 à 1500 » (no 9), 2005, 194 p. (ISBN 978-2-503-51823-7)[35],[36].